# Justin Hibbeler
Justin Hibbeler (* 29. Januar 1992 in Oldenburg) ist ein deutscher Schauspieler.

## Leben
Justin Hibbeler wuchs in Rastede auf. Er besuchte das Gymnasium der dortigen Kooperativen Gesamtschule und studierte nach dem Abitur im Jahr 2011 Germanistik und Philosophie in Oldenburg. Nach dem Abschluss Master Of Education im Jahr 2016 nahm Hibbeler im selben Jahr ein Schauspielstudium an der Hochschule für Musik, Theater und Medien Hannover auf.

## Theater
Seit 2012 steht Hibbeler regelmäßig in Theateraufführungen auf der Bühne. Unter anderem spielte er 2016 die Hauptrolle in der Memento-Adaption von Kai Janssen und Christoph Jacobi auf den Bühnen des Unikum Oldenburg. Mit seinen Kabarettprogrammen 'Warten auf Ruhm' und 'Witze aus der Grabbelkiste' war er unter anderem ebenfalls 2016 auf dem Satire-Festival 'Ei(n)fälle' in Cottbus zu sehen. Im Jahr 2017 gewann Hibbeler den Hörspielpreis Nordwest für das von ihm verfasste satirische Hörspielskript 'Als Donald Trump nach Emden kam'. Die Inszenierung des Live-Hörspiels hierzu wurde 2018 auf das A Summer’s Tale Festival bei Hamburg eingeladen.
Hibbeler spielte in Inszenierungen am Studiotheater Hannover sowie am Staatstheater Braunschweig. Von 2020 bis 2024 war er am Landestheater Tübingen engagiert. Mit der Spielzeit 2024/2025 wechselt Justin Hibbeler zum Ensemble des Staatstheaters Kassel.

## Filmografie
- 2019: Wie der Mond (Kurzfilm)
- 2021: Clark Of Green Gables (Kurzfilm)
- 2022: SOKO Stuttgart (Fernsehserie, Folge Geheime Verbindungen)
- 2024: Ich bin der Architekt meines Lebens (Kurzfilm)